# 網球王子音樂劇第二季
網球王子音樂劇劇第二季，繼網球王子音樂劇（通稱第一季）受到廣大粉絲的支持後，於2011年1月開始進行第二季的公演，公演內容由校內排名賽快速帶過，直接接地區預賽不動峰之戰開始。

## 第二季特色
除了延續第一季的特色之外，第二季的特色還另外加了兩個，一個是Music Video（即MV）另一個則是運動會。

### Music Video
在第二季中拍攝了各個學校的MV，依照每個學校不同的特色拍攝，除了越前龍馬（小越勇輝 飾）有單獨的MV之外，基本都是以學校作為單位拍攝，另外10周年紀念曲的MV則由青學、冰帝、立海和比嘉一同拍攝。

拍攝的MV則配合DREAM LIVE的演唱會中使用。這也是首個音樂劇進行MV的拍攝。

### 運動會
既然為運動漫畫所演出的音樂劇，當然就有所謂的運動會，運動會將各校的成員分成紅白兩隊，進行各項運動的對決，比賽的項目跟一般真實的運動會差不多。

雖然說是運動會，比賽時演員也會以所飾演的角色進行比賽，所以還是有表演的性質存在。

舉辦的地點為有明競技場（2012年）及橫濱體育館（2014年）。

### Dream Live
儘管第二季也屬於第二季的新歌，包含各校的主題曲，但在Dream Live的演唱會上還是會出現第一季的歌曲，甚至有時會兩季的歌曲變成一首歌的情況。

## 各公演與原著對照表
| 公演                                                  | 對戰學校                | 場面                        | 原著漫畫        |
| ----------------------------------------------------- | ----------------------- | --------------------------- | --------------- |
| ミュージカル『テニスの王子様』青学VS不動峰            | 校內排名賽 & 不動峰中學 | 校內排名賽 & 地區預賽・決賽 | 第1集 – 第5集   |
| ミュージカル『テニスの王子様』青学VS聖ルドルフ & 山吹 | 聖魯道夫 & 山吹中學     | 東京都大會・複賽・決賽      | 第9集 – 第13集  |
| ミュージカル『テニスの王子様』青学VS氷帝              | 冰帝學園                | 關東大賽・第一輪            | 第13集 – 第18集 |
| ミュージカル『テニスの王子様』青學vs六角              | 六角中學                | 關東大賽・準決賽            | 第20集 – 第21集 |
| ミュージカル『テニスの王子様』青學vs立海              | 立海大附中              | 關東大賽・決賽              | 第21集 – 第27集 |
| ミュージカル『テニスの王子様』青學vs比嘉              | 比嘉中學                | 全國大賽・二回戰            | 第29集 – 第31集 |
| ミュージカル『テニスの王子様』全国大会 青学vs氷帝     | 冰帝學園                | 全國大賽・複賽              | 第32集 – 第35集 |
| ミュージカル『テニスの王子様』青学vs四天宝寺          | 四天宝寺中學            | 全國大賽・準決賽            | 第35集 – 第39集 |
| ミュージカル『テニスの王子様』全国大会 青學vs立海     | 立海大附中              | 全國大賽・決賽              | 第39集 – 第42集 |

## 公演一覽表
ミュージカル『テニスの王子様』青学VS不動峰
東京：2011年1月5日 - 1月16日 IN JCB HALL
大阪：2011年1月19日 - 1月24日 IN 大阪メルパルクホール
東京凱旋：2011年1月26日 - 2月11日 IN 日本青年館 大ホール
ミュージカル『テニスの王子様』青学VS聖ルドルフ & 山吹
東京：2011年4月8日 - 4月17日 IN JCB HALL
大阪：2011年4月27日 - 5月3日 IN 大阪メルパルクホール
東京凱旋：2011年5月8日 - 5月15日 IN JCB HALL
ミュージカル『テニスの王子様』青学VS氷帝
東京：2011年7月15日 - 7月31日 IN JCB HALL
大阪：2011年8月10日 - 8月21日 IN 大阪メルパルクホール
名古屋：2011年8月31日 - 9月4日 IN 中京大学文化市民会館 プルニエホール
福岡：2011年9月8日 - 9月11日 IN Canal City劇場
東京凱旋：2011年9月22日 - 9月24日 IN JCB HALL
ミュージカル『テニスの王子様』コンサート Dream Live 2011
神戶：2011年11月5日 - 11月6日 IN 神户World Hall
橫濱：2011年11月12日 - 11月13日 IN 横浜アリーナ
ミュージカル『テニスの王子様』青学vs六角
東京：2011年12月17日 - 12月25日 IN 日本青年館 大ホール
大阪：2011年12月30日 - 2012年1月9日 IN 大阪メルパルクホール
名古屋：2012年1月19日 - 1月22日 IN 名鉄Hall
福岡：2012年2月3日 - 2月5日 IN キャナルシティ劇場
東京凱旋：2012年2月9日 - 2月12日 IN TOKYO DOME CITY HALL
ミュージカル『テニスの王子様』春の大運動会2012
東京：2012年5月13日  IN 有明競技場
ミュージカル『テニスの王子様』青学vs立海
東京：2012年7月13日 - 7月29日 IN TOKYO DOME CITY HALL
福岡：2012年8月4日 - 8月5日 IN 福岡太陽宮
大阪：2012年8月9日 - 8月19日 IN 大阪メルパルクホール
仙台：2012年8月25日 - 8月26日 IN 名取市文化会館
名古屋：2012年9月6日 - 9月9日 IN 中京大学文化市民会館 プルニエホール
東京凱旋：2012年9月20日 - 9月23日 IN TOKYO DOME CITY HALL
ミュージカル『テニスの王子様』コンサート SEIGAKU Farewell Party 
東京：2012年10月11日 - 10月14日 IN TOKYO DOME CITY HALL
ミュージカル『テニスの王子様』青学vs比嘉
東京：2012年12月20日 - 12月25日 IN 日本青年館 大ホール
大阪：2012年12月28日 - 2013年1月6日 IN 大阪メルパルクホール
名古屋：2013年1月9日 - 1月13日 IN 日本特殊陶業市民会館 ビレッジホール
仙台：2013年1月19日 - 1月20日 IN 宮城県民会館
福岡：2013年1月25日 - 1月27日 IN キャナルシティ劇場
東京凱旋：2013年2月8日 - 2月17日 IN TOKYO DOME CITY HALL
ミュージカル『テニスの王子様』10周年記念コンサート Dream Live 2013
橫濱：2013年4月27日 - 4月29日 IN 横浜アリーナ
神戶：2013年5月3日 - 5月5日 IN 神戸ワールド記念ホール
ミュージカル『テニスの王子様』全國大會 青學vs氷帝
東京：2013年7月11日 - 7月28日 IN TOKYO DOME CITY HALL
大阪：2013年8月7日 - 8月18日 IN 大阪メルパルクホール
仙台：2013年8月23日 - 8月25日 IN 名取市文化会館 大ホール
福岡：2013年8月29日 - 9月1日 IN キャナルシティ劇場
名古屋：2013年9月4日 - 9月8日 IN 日本特殊陶業市民会館 フォレストホール
東京凱旋：2013年9月19日 - 9月29日 IN TOKYO DOME CITY HALL
ミュージカル『テニスの王子様』青學vs四天寶寺
東京：2013年12月19日 - 12月25日 IN 日本青年館 大ホール
大阪：2013年12月18日 - 2014年1月5日 IN 大阪メルパルクホール
名古屋：2014年1月8日 - 1月12日 IN 日本特殊陶業市民会館 フォレストホール
仙台：2014年1月18日 - 1月19日 IN 名取市文化会館 大ホール
福岡：2014年1月30日 - 2月2日 IN キャナルシティ劇場
東京凱旋：2014年2月7日 - 3月2日 IN TOKYO DOME CITY HALL
ミュージカル『テニスの王子様』春の大運動会2014
東京：2014年4月26日  IN 横浜アリーナ
ミュージカル『テニスの王子様』全國大會 青學vs立海
東京：2014年7月12日 - 7月27日 IN TOKYO DOME CITY HALL
大阪：2014年8月6日 - 8月17日 IN 大阪メルパルクホール
仙台：2014年8月23日 - 8月24日 IN 名取市文化会館 大ホール
福岡：2014年8月30日 - 8月31日 IN 福岡サンパレス
名古屋：2014年9月5日 - 9月7日 IN 日本特殊陶業市民会館 フォレストホール
東京凱旋：2014年9月13日 - 9月28日 IN TOKYO DOME CITY HALL
ミュージカル『テニスの王子様』コンサート Dream Live 2014
神戶：2014年11月15日 - 11月16日 IN 神户World Hall
琦玉：2014年11月22日 - 11月24日 IN 埼玉超級競技場

## 2nd歷代網舞演員出演陣容
雖然第二季是全新的一季，日本網球王子舞台劇製作小組也是直將青學命名為第二季 初代陣容，但由於大部分的粉絲們還是習慣將青學每代陣容做區分，所以在這裡第二季的青學演員陣容從第六代開始編輯。另外其餘他校演員也從第一季後的最後一代陣容接下續編輯。其他季度演員資訊請參閱「網球王子音樂劇」及「網球王子音樂劇第三季」及「網球王子音樂劇第四季」

### 青春學園演員陣容

#### 青学六代演員陣容（青学VS不動峰 — SEIGAKU Farewell Party）
- 越前龍馬：小越勇輝
- 手塚國光：和田琢磨
- 大石秀一郎：平牧仁
- 不二周助：三津谷亮（日语：三津谷亮）
- 菊丸英二：小關裕太
- 乾 貞治：輝馬（日语：輝馬）
- 河村 隆：矢口空（日语：矢口空）
- 桃城 武：上鶴徹（日语：上鶴徹）
- 海堂 薰：池岡亮介（日语：池岡亮介）
- 堀尾聰史：桝井賢斗（日语：桝井賢斗）
- 加藤勝郎：大平峻也（日语：大平峻也）
- 水野勝雄：大野瑞生（日语：大野瑞生）

#### 青学七代演員陣容（青学vs比嘉 — Dream Live 2014）
- 越前龍馬：小越勇輝[4]
- 手塚國光：多和田秀弥
- 大石秀一郎：山本一慶（日语：山本一慶）
- 不二周助：矢田悠祐（日语：矢田悠祐）
- 菊丸英二：黑羽麻璃央
- 乾 貞治：稲垣成弥
- 河村 隆：章平（日语：章平）
- 桃城 武：石渡真修
- 海堂 薰：木村達成
- 堀尾聰史：岩義人（日语：岩義人）
- 加藤勝郎：三井理陽（日语：三井理陽）
- 水野勝雄：小林瑞紀

### 不動峰二代演員陣容（青學：六代）
- 橘 桔平：上田悠介（日语：上田悠介）
- 伊武深司：岡崎和寛（日语：岡崎和寛）
- 神尾 彰：平埜生成（日语：平埜生成）
- 石田 鐵：高樹京士郎（日语：高樹京士郎）
- 櫻井雅也：髙橋郁哉（日语：高橋郁哉）
- 内村京介：加藤真央（日语：加藤真央）
- 森 辰徳：近江陽一郎（日语：近江陽一郎）

### 聖魯道夫二代演員陣容（青學：六代）
- 観月 初：小林豐
- 不二裕太：小西成弥（日语：小西成弥）
- 赤澤吉朗：豬塚健太
- 柳澤慎也：陳内將
- 木更津淳：廣瀨大介
- 金田一郎：大久保祥太郎（日语：大久保祥太郎）

### 山吹二代演員陣容（青學：六代）
- 千石清純：元木聖也（日语：元木聖也）
- 亞久津仁：岸本卓也（日语：岸本卓也）
- 南健太郎：早乙女じょうじ（日语：早乙女じょうじ）
- 東方雅美：寺山武志（日语：寺山武志）
- 室町十次：小野賢章
- 壇 太一：柾木玲彌（日语：柾木玲弥）

### 冰帝三代演員陣容（青學：六代、七代）
- 跡部景吾：青木玄徳（日语：青木玄徳）、小沼将太（日语：小沼将太）（全国大会 青学vs立海）
- 忍足侑士：菊池卓也（日语：菊池卓也）
- 向日岳人：志尊淳
- 宍戸亮：桑野晃輔（日语：桑野晃輔）
- 芥川慈郎：赤澤燈（日语：赤澤燈）
- 滝萩之介：西島顯人（日语：西島顕人）
- 樺地崇弘：古家廣之
- 鳳長太郎：白洲迅
- 日吉若：伊勢大貴（日语：伊勢大貴）

### 六角二代演員陣容（青學：六代）
- 葵剣太郎：吉田大輝（日语：吉田大輝）
- 佐伯虎次郎：内海大輔（日语：内海大輔）
- 樹希彥：橋本真一（日语：橋本真一）
- 天根光：木村敦（日语：木村敦）
- 黒羽春風：本川翔太（日语：本川翔太）
- 木更津亮：廣瀨大介

### 立海三代演員陣容（青學：六代、七代）[5]
- 真田弦一郎：小笠原健（日语：小笠原健）
- 幸村精市：神永圭佑
- 柳蓮二：水石亞飛夢
- 柳生比呂士：味方良介（日语：味方良介）
- 仁王雅治：久保田秀敏（日语：久保田秀敏）
- 胡狼桑原：塩田康平（日语：塩田康平）
- 丸井聞太：安川純平（日语：安川純平）
- 切原赤也：原嶋元久（日语：原嶋元久）

### 比嘉二代演員陣容（青學：七代）
- 木手永四郎：土井一海（日语：土井一海）
- 知念寛：吉岡佑（日语：吉岡佑）
- 平古場凛：染谷俊之
- 甲斐裕次郎：荒牧慶彦
- 田仁志慧：友常勇氣（日语：友常勇気）

### 四天宝寺二代演員陣容（青學：七代）
- 白石藏之介：安西慎太郎（日语：安西慎太郎）
- 千歲千里：東啓介（日语：東啓介）
- 金色小春：福島海太（日语：福島海太）
- 一氏裕次：杉江大志（日语：杉江大志）
- 忍足謙也：碕理人（日语：碕理人）
- 石田 銀：山内圭輔（日语：山内圭輔）
- 財前 光：佐藤流司（日语：佐藤流司）
- 遠山金太郎：松岡廣大
- 渡邊オサム：君泽由纪（日语：君沢ユウキ）

### 特別演出
- 越前南次郎：本山新之助（日语：本山新之助）
- 越前南次郎：森山榮治（日语：森山栄治）
- 榊太郎：本山新之助

## 2nd歷代青學的畢業歌
繼1st，當然第二季的青學也要有屬於自己的畢業歌
- 六代：Good Bye Today
- 七代：笑顔見せよう（看見了笑容）

## 第二季公演安可曲
| 歌曲                        | 初唱                     | 第二季狀況                     | 備住 |
| --------------------------- | ------------------------ | ------------------------------ | --- |
| Jumping up! High touch!     | 青学VS不動峰             | 只沿用到SEIGAKU Farewell Party | 這首歌在正式公演中只用到青學vs六角，之後就只有在SEIGAKU Farewell Party出現，此後這首歌都只出現在Dream Live的演唱會中              |
| THAT'S MY FUTURE! LET'S GO! | Dream Live 2011          | 只沿用到SEIGAKU Farewell Party | 這首歌只沿用到青學六代畢業，此後這首歌都只出現在Dream Live的演唱會中                                                              |
| We Are Always Together      | 青學vs比嘉               | 沿用至第二季結束               | |
| On My Way                   | 冰帝學園冬公演（第一季） | 只在Dream Live 2013唱過        | 因為十周年的關係，這首歌算是特別演唱，所以只在Dream Live 2013唱                                                                   |
| F・G・K・S                  | Dream Live 4th（第一季） | 只在Dream Live 2013唱過        | 原因同On My Way |
| You got game?               | 初演（第一季）           | 只在Dream Live 2013唱過        | 因為原唱初代不二周助役的Kimeru在Dream Live 2013有被邀請當嘉賓，本身這首歌是網球王子的片尾曲，所以在Kimeru當嘉賓的那一場就再次演唱 |

## Dream Live 相關

### Dream Live 2013
這次的Dream Live 2013演唱會也有別於過去的DL演唱會，這次的演唱會是網舞的十周年演唱會，所有10場的演唱會都邀請到包含第二季的歷代的Cast來當該場次的嘉賓，並於退場前演唱一首網舞的歌曲，演唱過程不時會有現役演員共同演出。整個過程由飾演初代水野勝雄的堀田勝搭配飾演越前南次郎的上島雪夫或本山新之助兩人之中的一人進行主持。
（以下日程12:00場為昼，17:00場為夜，無表示當場次沒有排公演）
2013年4月27日
昼：無
夜：佐佐木喜英（初代白石藏之介 役）
2013年4月28日
昼：和田琢磨（六代手塚国光 役）
夜：古川雄大（四代不二周助 役）
2013年4月29日
昼：Kimeru（初代不二周助 役）
夜：宮野真守（初代石田 鉄 役）
2013年5月3日
昼：無
夜：中河內雅貴（初代仁王雅治 役）
2013年5月4日
昼：柳浩太郎（初代越前リョマー 役）、森山榮治（初代桃城 武 役）、土屋裕一（初代大石秀一郎 役）
夜：高橋龍輝（五代越前リョマー 役）
2013年5月5日
昼：伊禮彼方（初代佐伯虎次郎 役）
夜：加藤和樹（初代跡部景吾 役）
| 公演日期      | 場次 | 特別嘉賓 （角色）                                                         | 演唱歌曲                     | 現役演員共演 （角色）                                                                                               |
| ------------- | ---- | ------------------------------------------------------------------------- | ---------------------------- | --- |
| 2013年4月27日 | 晝   | -                                                                         | -                            | - |
| 2013年4月27日 | 夜   | 佐佐木喜英 （初代B組白石藏之介 役）                                       | エクスタシー                 | 本山新之助 |
| 2013年4月28日 | 晝   | 和田琢磨 （六代手塚國光 役）                                              | ドリーム・メーカー           | 多和田秀彌 （七代手塚國光 役）                                                                                      |
| 2013年4月28日 | 夜   | 古川雄大 （四代不二周助 役）                                              | HAND IN HAND                 | - |
| 2013年4月29日 | 晝   | Kimeru （初代不二周助 役）                                                | You got game?                | 白州迅、內海大輔、岩義人、三井理陽、小林瑞紀 （三代鳳 長太郎、二代佐伯虎次郎、七代堀尾聰史、加藤勝郎、水野勝雄 役） |
| 2013年4月29日 | 夜   | 宮野真守 （初代石田 鉄 役）                                               | 真剣勝負とはそういうこと     | 上島雪夫、堀田 勝                                                                                                   |
| 2013年5月3日  | 晝   | -                                                                         | -                            | - |
| 2013年5月3日  | 夜   | 中河內雅貴 （初代仁王雅治 役）                                            | ﾍﾟﾃﾝ師だあ？何とでも言え     | 久保田秀敏、味方良介 （三代仁王雅治、柳生比呂士 役）                                                                |
| 2013年5月4日  | 晝   | 柳浩太郎、森山榮治、土屋裕一 （初代越前リョマー、桃城 武、大石秀一郎 役） | やっぱ男はダブルスでしょう！ | 小越勇輝、石渡真修、山本一慶 （六&七代越前リョマー、七代桃城 武、大石秀一郎 役）                                    |
| 2013年5月4日  | 夜   | 高橋龍輝 （五代越前リョマー 役）                                          | 俺は上に行くよ               | 小越勇輝 （六&七代越前リョマー 役）                                                                                 |
| 2013年5月5日  | 晝   | 伊禮彼方 （初代佐伯虎次郎 役）                                            | 一つやり殘した事             | 內海大輔 （二代佐伯虎次郎 役）                                                                                      |
| 2013年5月5日  | 夜   | 加藤和樹 （初代跡部景吾 役）                                              | 俺様の美技にブギウギ         | 青木玄徳、桑野晃輔、赤澤燈、古家廣之 （三代跡部景吾、宍戸 亮、芥川慈郎、樺地崇弘 役）                               |

### Music Video
Music Video是第二季的特色之一，除了越前龍馬（小越勇輝 飾）有單獨的MV之外，拍攝的MV基本上以學校為主。

拍攝的內容皆由導演由上島雪夫執導。
| Music Video                                     | 演唱             | DVD                 |
| ----------------------------------------------- | ---------------- | ------------------- |
| Tomorrow For You＆I                             | 青学六代目       | PV COLLECTION Vol.1 |
| 真剣勝負とはそういうこと                        | 不動峰           | PV COLLECTION Vol.1 |
| 24／365                                         | 聖ルドルフ＆山吹 | PV COLLECTION Vol.1 |
| 凍てつく者の熱き思い                            | 氷帝             | PV COLLECTION Vol.1 |
| コートで会おう！                                | 六角             | PV COLLECTION Vol.1 |
| 負けることの許されない王者～非情のテニス PV MIX | 立海             | PV COLLECTION Vol.1 |
| SAMURAI                                         | 越前リョーマ     | PV COLLECTION Vol.2 |
| 降臨する王者                                    | 立海             | PV COLLECTION Vol.2 |
| ブランニュー青学２０１２                        | 青学七代目       | PV COLLECTION Vol.2 |
| ダークホース２０１２                            | 比嘉             | PV COLLECTION Vol.2 |
| REMEMBER HYOTEI                                 | 氷帝             | PV COLLECTION Vol.2 |
| Let's get it on together                        | 青学七代目       | PV COLLECTION Vol.3 |
| 四天宝寺 大阪マンボ                             | 四天宝寺         | PV COLLECTION Vol.3 |
| 常勝立海                                        | 立海             | PV COLLECTION Vol.3 |
| 笑顔見せよう                                    | 青学七代目       | PV COLLECTION Vol.3 |
| あの日の幻                                      | 小越勇輝         | PV COLLECTION Vol.3 |

## 製作團隊
- 主辦：Marvelous Entertainment/ NELKE PLANNING
- 製作：NELKE PLANNING
- 導演：井関佳子
- 腳本：三ツ矢雄二（Absolute king 立海 feat.六角 Second Service之前）

三井秀樹（Progressive Match 比嘉 feat.立海之後）
- 作詞：三ツ矢雄二
- 作曲：佐橋俊彦
- 編曲：佐橋俊彦、大石憲一郎・滝千奈美
- 編舞：本山新之助

【Supervisor】：上島雪夫

## 外部連結
- 官方網站（日） （页面存档备份，存于）
- 公式Blog（日） （页面存档备份，存于）